# سیلویا پالتشک
سیلویا پالتشک (به آلمانی: Sylvia Paletschek) (متولد ۱۳ نوامبر ۱۹۵۷ میلادی در اشتوتگارت) تاریخ‌دان مدرن و استاد دانشگاه آلمانی است.

## زندگی و شغل
سیلویا پالتشک تاریخ، جغرافیا و آلمان‌شناسی را در دانشگاه مونیخ و هامبورگ بین سال‌های ۱۹۷۷ تا ۱۹۸۴ یادگرفت. او به عنوان دستیار محقق در دانشکده تاریخ در دانشگاه هامبورگ کار کرد. در آنجا او دکترایش را در سال ۱۹۸۹ گرفت. تز دکترای او زنان و اختلاف - زنان در آلمان کاتولیک و جامعه آزاد بین سال‌های ۱۸۴۱ تا ۱۹۵۲ - بود. که توسط دیتر لانگوایشر راهنمایی شد. از سال ۱۹۸۸ تا ۱۹۹۴ او به عنوان دستیار محقق در دانشگاه توبیگن مشغول به کار بود. بین سال‌های ۱۹۹۴ تا ۱۹۹۷ او کمک‌هزینه شایستگی از بنیاد تحقیقاتی آلمان دریافت کرد. او در سال ۱۹۹۷ او مقام شایستگی را با تز شایستگی «دانشگاه توبیگن در امپراتوری و جمهوری وایمار» گرفت و به جایگاه مدرس در دانشگاه توبیگن را به دست آورد. در سال ۱۹۹۸/۱۹۹۹ او کرسی تاریخ مدرن و معاصر در دانشگاه صنعتی دارمستات را به دست آورد. از سال ۲۰۰۱، پالتشک به عنوان استاد تاریخ مدرن در دانشگاه فرایبورگ تدریس می‌کند. در سال ۲۰۰۶/۲۰۰۷ او به عنوان همکار مدعو در کالج سنت آنتونی در آکسفورد کار می‌کند. از سال ۲۰۲۱ او به عنوان معاون فرهنگی دانشگاه فرایبورگ مشغول به کار است.
تحقیقات او متمرکز بر زنان و تاریخ جنسیت، دانشگاه و تاریخ علم و فرهنگ تاریخی است.
سیلویا پالتشک عضو انجمن تاریخ علم و دانشگاه و انجمن تاریخ علم است. او در سال ۱۹۹۴ عضو بنیانگذار و عضو هیئت مدیره انجمن زنان و تاریخ بادن-ورتمبرگ تا کنون است. از سال ۲۰۰۰ تا ۲۰۰۲ او به عنوان عضو کمیته انجمن تاریخ‌دان‌ها در آلمان و از سال ۲۰۱۴ تا ۲۰۱۷ او مدیر کارگروه تاریخ زنان و مطالعات جنسیتی است. او عضو هیئت مشاوره علمی تاریخ خاندان بادن-ورتمبرگ است. او عضو هیئت مشاوره گفتگوهای سالمن است که در آن تاریخ‌دان‌ها، سیاستمدارها و جامعه‌شناس‌ها در مورد مسائل جاری و مشکلات علیه پشت‌زمینه مجمع آفنبورگ در ۱۸۴۷ م. گفتگو می‌کنند.

## آثار
رساله
- Frauen und Dissens. Frauen im Deutschkatholizismus und in den freien Gemeinden 1841–1852. Dissertation. Universität Hamburg 1989. Vandenhoeck & Ruprecht, Göttingen 1990, ISBN 3-525-35752-4.
- Die permanente Erfindung einer Tradition. Die Universität Tübingen im Kaiserreich und in der Weimarer Republik. Habilitationsschrift. Universität Tübingen 1997. Steiner, Stuttgart 2001, ISBN 3-515-07254-3.

سردبیری
- mit Bianka Pietrow-Ennker: Women’s Emancipation Movements in the Nineteenth Century. A European Perspective. Stanford University Press, Stanford 2004, ISBN 0-8047-4764-4.
- mit Sylvia Schraut: The Gender of Memory. Campus, Frankfurt am Main/New York 2008, ISBN 978-3-593-38549-5.
- mit Jakob Tanner: Thema: Popularisierung von Wissenschaft (= Historische Anthropologie. Jahrgang 16, Heft 1). Böhlau, Köln/Weimar/Wien 2008, ISBN 978-3-412-20161-6.
- mit Barbara Korte, Wolfgang Hochbruck: Der Erste Weltkrieg in der populären Erinnerungskultur (= Schriften der Bibliothek für Zeitgeschichte. Neue Folge, Band 22). Klartext, Essen 2008, ISBN 978-3-89861-727-7.
- mit Barbara Korte: History goes Pop. Zur Repräsentation von Geschichte in populären Medien und Genres. transcript, Bielefeld 2009, ISBN 978-3-8376-1107-6.
- mit Barbara Korte: Geschichte im Krimi. Beiträge aus den Kulturwissenschaften. Böhlau, Köln 2009, ISBN 978-3-412-20253-8.
- Popular Historiographies in the 19th and 20th Century. Berghahn, Oxford 2011, ISBN 978-1-84545-740-2.
- mit Barbara Korte: Popular History Now and Then. International Perspectives. transcript, Bielefeld 2012, ISBN 978-3-8376-2007-8.
- mit Elisabeth Cheauré, Nina Reusch: Geschlecht und Geschichte in populären Medien. transcript, Bielefeld 2013, ISBN 978-3-8376-2373-4.
- mit Anna Lux, Susanna Burghartz: Thema: Okkultismus in der Moderne (= Historische Anthropologie. Jahrgang 21, Heft 3). Böhlau, Köln 2013, ISBN 978-3-412-22195-9.
- mit Sebastian Brandt, Christa-Irene Klein, Nadine Kopp, Livia Prüll, Olaf Schütze: Universität, Wissenschaft und Öffentlichkeit in Westdeutschland (1945 bis ca. 1970). Steiner, Stuttgart 2014, ISBN 978-3-515-10886-7.
- mit Anna Lux: Okkultismus im Gehäuse. Institutionalisierungen der Parapsychologie im 20. Jahrhundert im internationalen Vergleich. de Gruyter, Berlin/Boston 2016, ISBN 978-3-11-046376-7.